# Maria Reig i Moles
Maria Reig i Moles (Barcelona, 1951) és una empresària i política andorrana membre de les famílies andorranes Reig i Moles del sector bancari i tabaquer del Principat d'Andorra. És llicenciada en Dret i Belles Arts per la Universitat de Barcelona. Actualment és la presidenta del grup empresarial internacional Reig Capital Group, membre del Consell d'Administració de Crèdit Andorrà i membre del Consell d'Administració de Fills de Julià Reig.
Filla del polític i empresari Serafí Reig i Ribó i de Maria Moles i Pasques, Maria Reig també ha estat present en la política andorrana. Ha estat l'única dona que ha participat en la redacció de la Constitució d'Andorra del 1993, ha estat membre del Parlament d'Andorra (consellera general) i Secretària d'Estat de Medi Ambient del Govern d'Andorra, Presidenta de la Comissió de Sanitat i Benestar Social, consellera del Comú d'Encamp i fundadora de l'Associació per a la protecció del medi ambient a Andorra.Entre el 2009 i el 2011 va presidir la Comissió de Prospectiva del Pla Estratègic Metropolità de Barcelona.